# Torna (Dresden)
Torna ist ein Stadtteil im Südosten der sächsischen Landeshauptstadt Dresden. Er befindet sich nahe dem Stadtrand in der gleichnamigen Gemarkung, die zum Stadtbezirk Prohlis gehört.

## Geografie
Torna liegt 5 km südöstlich des Dresdner Stadtzentrums, der Inneren Altstadt, auf den langsam nach Süden ansteigenden flachen Hängen des Elbtalkessels. Benachbarte Gemarkungen sind die anderen Dresdner Stadtteile Leubnitz-Neuostra im Westen und Norden sowie Prohlis im Osten und Süden. Mit Reick, Nickern und Kauscha liegen weitere Stadtteile in der direkten Umgebung, die jedoch nicht unmittelbar angrenzen. Die Gemarkung Torna gehört zum statistischen Stadtteil Leubnitz-Neuostra. Der Ortskern Alttorna liegt in einer Höhe von 150 m ü. NN und damit spürbar oberhalb der Talsohle der Elbe. Einige seiner Bauernhöfe blieben bis heute erhalten. Im Nordosten und Westen der Tornaer Flur stehen Wohnsiedlungen. 

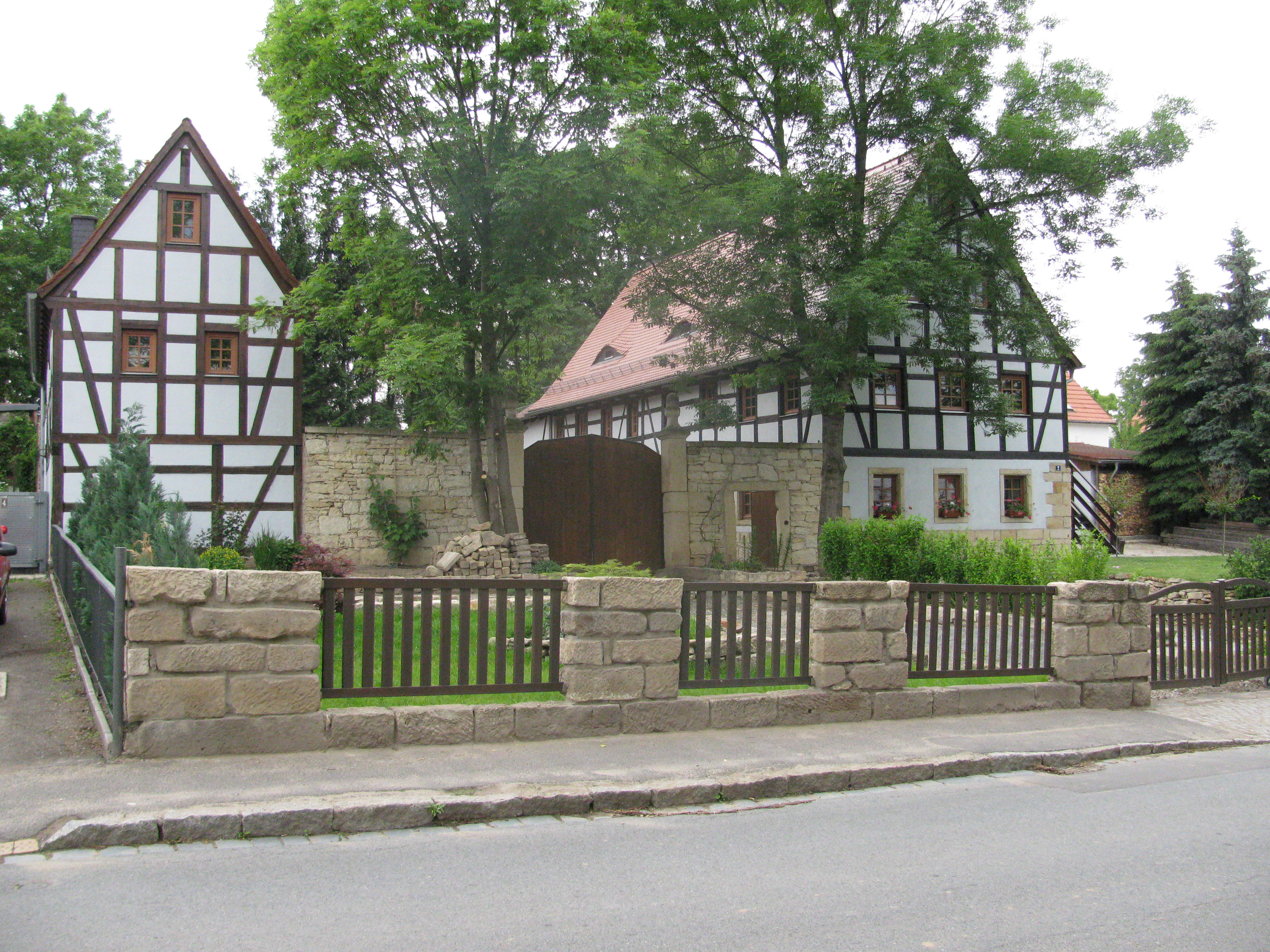
Dieser Dreiseithof im Dorfkern Alttorna ist eines der beiden Tornaer Kulturdenkmale.

Der Süden der Gemarkung wird hingegen durch große Gruben geprägt, in denen die hier anstehende, bis zu 10 m starke Lösslehmschicht industriell abgebaut wird. Im Boden unter Torna gibt es auch Schichten aus Pläner und vertontem Plänermergel. Sie sind in der Ziegeleigrube Torna aufgeschlossen; der betreffende Bereich mit einer Größe von 0,3 ha wurde als Naturdenkmal ND 22 ausgewiesen, da hier auch Fossilien zu Tage traten. So fanden sich beim Lehmabbau Knochenreste von Wollnashorn und Mammut. In der Ziegeleigrube Torna konnte außerdem ein Lössprofil aufgenommen werden, das die beiden Hauptvorstöße der Weichseleiszeit wiedergibt. Als Abbaurelikte bestehen östlich von Torna ferner kleinere Tagebaurestlöcher bzw. Baggerseen. Sie stehen zum Teil unter dem Namen ND 53 Tornaer Lehmgruben mit einer Gesamtfläche von 4,8 ha ebenfalls unter Schutz, da in diesem Biotop alle drei heimischen Grünfrosch- sowie insgesamt 64 Vogelarten vorkommen, so zum Beispiel Zwergtaucher, Beutelmeise, Sumpfrohrsänger und Eisvogel.
Wichtigste Straße von Torna ist die Staatsstraße 172, die unter dem Namen Dohnaer Straße den Stadtteil nordöstlich tangiert und über die sich in 10-minütiger Fahrtzeit ein Anschluss zur Innenstadt herstellen lässt. Von ihr zweigt der Straßenzug Tornaer Straße/Alttorna ab, der den Stadtteil erschließt und mit Leubnitz und Reick verbindet. Die Kauschaer Straße im Südwesten führt hingegen nach Kauscha. Die anderen benannten Straßen in Torna heißen Tornaer Ring, Heimstattweg, Am Goldenen Stiefel, Am Dorngraben und Röntgenstraße. Öffentliche Verkehrsmittel sind die Buslinien 66, 68 und 87 der Dresdner Verkehrsbetriebe.

## Geschichte
Das Dorf Torna entstand als straßendorfartiger Bauernweiler und war mit einer Block- und Streifenflur ausgestattet. Der Ortsname ist slawischen Ursprungs und leitet sich wahrscheinlich ab von Torn, dem altsorbischen Wort für Dorn. Sinngemäß bedeutet Torna also Ort am Dorngesträuch (vgl. Trnava). Im Jahre 1347 wurde es als Turnow erstmals erwähnt, als Markgraf Friedrich der Ernsthafte die Witwe Vikos, Adelheid von Donin, geb. von Waldenburg, mit dem heutigen Heidenauer Ortsteil Mügeln und mit Torna belehnte. Der Ortsname entwickelte sich anschließend im 16. Jahrhundert über die Formen Tornaw, Dorn und Thorna hin zu Dornau, das 1678 genannt wird. Im Jahre 1541 berichtet die Chronik außerdem über Thornische Huffe („Tornaer Hufen)“; im alten Gemeindesiegel findet sich überdies die Form Dorna. Die heutige Schreibweise des Stadtteils taucht erstmals 1781 auf.
Zunächst befand sich Torna, das nur wenige Gehöfte umfasste, im Besitz des Klostergutes Leubnitz, das wiederum dem Kloster Altzella unterstand. Aus dem Jahre 1382 ist überliefert, dass Nikolaus I. Ziegenbock, der damalige Bischof von Meißen, einen Streit zwischen dem Klostergut und dem Leubnitzer Pfarrer um die Nutzungsrechte der Tornaer Äcker schlichten musste. Nach der Reformation wurde das Prokuraturamt in Leubnitz 1539 zum Verwalter des früheren Besitzes der katholischen Kirche. Nach Leubnitz war Torna auch eingepfarrt; die Tornaer Kinder gingen überdies in die dortige Schule, bis um 1890 eine Schulgemeinschaft mit Reick gebildet wurde. Administrativ gehörte Torna zum Amt beziehungsweise zur Amtshauptmannschaft Dresden. Seine Bewohner mussten neben den Frondiensten und Abgaben auch das Besthaupt leisten; der Grundherr erhielt nach dem Tode des Bauern dessen bestes Pferd und im Falle des Todes der Bäuerin die leistungsfähigste Kuh des Hofes.

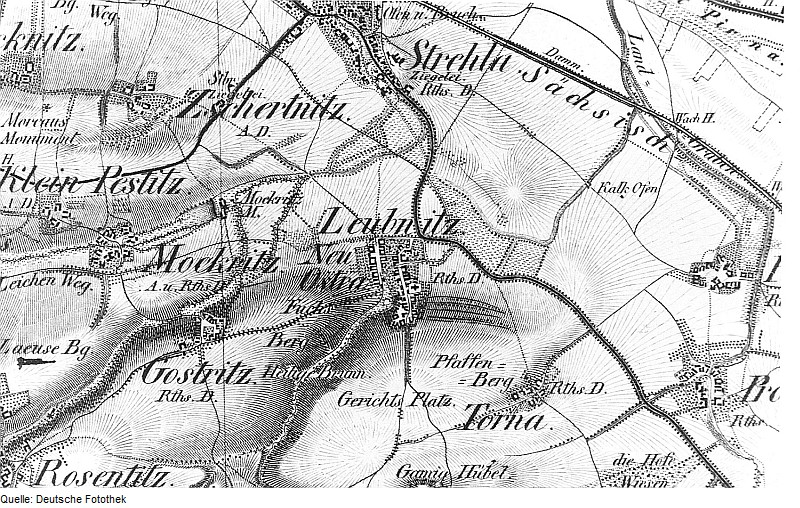
Torna und seine Nachbardörfer auf einer Karte von 1821

Wenige Jahre nach der Reformation lagen 1547 alle sieben Hufen des Dorfes wüst; die Gründe dafür sind nicht bekannt. Um 1564 wurden die Felder dann durch die Bauern des benachbarten Prohlis bewirtschaftet. Später wurde Torna wieder besiedelt; nach den schweren Zerstörungen des Dreißigjährigen Krieges und mehrerer Pestepidemien im darauf folgenden Jahrhundert erholte sich das Dorf nur langsam. Erneute Schäden gab es, als im Zuge der Schlacht von Dresden, die im August 1813 in den südlichen Vororten Dresdens tobte, mehrere Tornaer Gebäude niederbrannten.
Das Jahr 1815 gilt als Jahr der Eröffnung der Tornaer Gaststätte Goldener Stiefel. Sie war zunächst im Hof Alttorna 5 untergebracht und befand sich ab 1826 im Besitz eines Schuhmachers, nach dessen Tod sein Schwiegersohn 1876/77 am Pfaffenberg einen Neubau errichten ließ. Dieser war um 1900 das Stammlokal des Gebirgsvereins für die Sächsische Schweiz. Im Vorgängerbau soll Richard Wagner in den 1840er Jahren zu Gast gewesen sein.
Zuerst war die Landwirtschaft die wichtigste Erwerbsquelle der ortsansässigen Bauern. Im Verlaufe des 19. Jahrhunderts gingen die dafür zur Verfügung stehenden Flächen nach und nach zu Gunsten von Lehmgruben und Ziegeleien verloren. Am nahen 185 m hohen Gamighübel wurden durch Tornaer, Kauschaer und Leubnitzer Einwohner Steinbrüche betrieben, in denen sie Dohnaer Granodiorit abbauten.
Zu Beginn des 20. Jahrhunderts plante Torna einen Zusammenschluss mit Leubnitz-Neuostra, der aber nicht zu Stande kam. Daraufhin erfolgte zum 1. Juni 1921 die Eingemeindung nach Dresden. In der Folge entstanden neue Siedlungen mit privaten Einzelhäusern, weshalb Torna im Westen schließlich mit Leubnitz-Neuostra und im Nordosten mit Prohlis zusammenwuchs. Der Sportplatz Torna an der Dohnaer Straße ist die Heimstätte des SV Eintracht Strehlen.

### Einwohnerentwicklung
| Jahr | Einwohner                   |
| ---- | --------------------------- |
| 1554 | 2 besessene Mann            |
| 1642 | 2 besessene Mann            |
| 1648 | 4 besessene Mann            |
| 1764 | 7 besessene Mann, 1 Häusler |
| 1834 | 61                          |
| 1867 | 57                          |
| 1871 | 85                          |
| 1890 | 130                         |
| 1910 | 209                         |
| 1921 | 192                         |